# IAIO Qaher-313
IAIO Qaher-313 (перс. قاهر-۳۱۳; також Ghaher-313, Conqueror (Tamer)-313, Q-313, F-313) — запланований іранський одномісний винищувач-невидимка, про який було публічно оголошено 1 лютого 2013 року. Презентація проекту для преси була проведена президентом Махмудом Ахмадінежадом та міністром оборони Ахмадом Вахіді 2 лютого 2013 року в рамках церемонії «Десятиденний світанок». Незалежні експерти висловили значні сумніви щодо життєздатності літака. 

## Проектування і розробка
За даними іранських урядових джерел, F-313 Qaher розроблений і виробляється в Ірані Організацією авіаційної промисловості Ірану (IAIO), яка є підрозділом Міністерства оборони, та IRIAF. Керівник проекту - Хасан Парванех.
Конструкція літака має канатну конфігурацію. Він описується як винищувач-невидимка, побудований з використанням передових матеріалів, з дуже низькою радіолокаційною помітністю і здатний діяти на малих висотах. Qaher може нести дві 2000-фунтові (910 кг) бомби, або більшу кількість менших інтелектуальних керованих ракет, або щонайменше 6 ракет класу «повітря-повітря» в категорії PL-12. Він оснащений крилом, що опускається, яке, як зазначає Flightglobal.com, віддалено нагадує прототип Boeing Bird of Prey, але з більш гранованим дизайном, схожим на Lockheed Have Blue 1970-х років, який був розвинутий у нині знятий з озброєння F-117 Nighthawk. Flight Global також заявила, що "враховуючи очевидний невеликий розмір літака і його однодвигунну конструкцію, Qaher 313 може бути оснащений турбореактивним двигуном General Electric J85, який, як відомо, є в розпорядженні Ірану" . Іран має General Electric J85, а також десяток інших реактивних двигунів, що залишилися від старих літаків Northrop F-5 та інших американських літаків до 1979 року, а також новіші двигуни з Росії і Китаю. Іран також будує різні турбінні двигуни, такі як Toloue-4 і Toloue-5 для своїх БПЛА. Іран стверджує, що вони спроектували літак за допомогою програмного забезпечення тривимірного інтерактивного проектування CATIA і випробували його за допомогою програмного забезпечення для моделювання, включаючи програмне забезпечення для створення числових сіток Gambit, програмне забезпечення для аналізу і моделювання потоків, CFD-моделі, і що вони додатково випробували аеродинаміку, використовуючи невеликі реактивні і гвинтові літаючі моделі. 
Через два дні після церемонії презентації інформаційне агентство Mehr опублікувало десять основних особливостей проекту винищувача. 
Як повідомляється, літак був спроектований з підвищеною стійкістю і тому не потребує системи fly-by-wire (FBW) .
Прототипна версія Qaher-313 була зображена як така, що здійснила випробувальний політ за деякий час до презентації. За словами керівника конструкторської групи, було створено і випробувано дві зменшені моделі. Одна з моделей використовує пропелерний двигун, а інша - невеликий мікрореактивний двигун. Моделі були показані у відеокліпі (разом з описом керівника конструкторської групи) того ж дня. За даними Haaretz, "розмите відео, опубліковане іранцями, яке нібито показує Qaher 313 у польоті, схоже, демонструє не пілотований винищувач, а невеликий радіокерований безпілотник" , що збігається з тим, що говорили конструктори про відеоролики на церемонії презентації Qaher-313.
10 лютого 2013 року міністр оборони Ірану заявив, що заяви іноземних ЗМІ про проект не відповідають дійсності і що двигун, який використовується в проекті, успішно пройшов випробування. Він також підтвердив, що літак ще не піднімався в повітря, але найближчим часом відбудуться рулювання і льотні випробування. 
5 березня 2017 року міністр оборони Ірану бригадний генерал Хосейн Дехган заявив, що літак Qaher-313 готовий до льотних випробувань. Інформаційна агенція Fars охарактеризувала його як "логістичний літак для польотів на короткі відстані" і "легкий винищувач, що використовується для військових і тренувальних операцій".